# Vòng play-off Giải vô địch bóng đá các câu lạc bộ ASEAN 2024–25
Vòng play-off Giải vô địch bóng đá các câu lạc bộ ASEAN 2024–25  diễn ra từ ngày 17 đến ngày 24 tháng 7 năm 2024. Tổng cộng có 4 câu lạc bộ từ bốn hiệp hội thành viên sẽ thi đấu ở vòng play-off để quyết định hai suất cuối cùng vào vòng bảng của Giải vô địch bóng đá các câu lạc bộ ASEAN 2024–25.

## Các đội tham dự
Bốn câu lạc bộ được chia thành hai cặp đấu, mỗi cặp thi đấu trên sân nhà và sân khách.
| Đội                         | Tư cách tham dự                                    | Lần tham dự (Lần cuối) |  |
| Preah Khan Reach Svay Rieng | Vô địch Giải bóng đá Ngoại hạng Campuchia 2023–24  | 1                      |  |
| Young Elephants             | Vô địch Lao League 1 2023                          | 1                      |  |
| Kasuka                      | Vô địch Brunei Super League 2023                   | 1                      |  |
| Yangon United               | Vô địch Giải bóng đá Vô địch Quốc gia Myanmar 2023 | 1                      |  |

## Thể thức
Trong vòng play-off, mỗi cặp đấu thi đấu hai lượt trận theo thể thức sân nhà–sân khách. Nếu tổng tỷ số sau hai lượt trận bằng nhau, hiệp phụ và loạt sút luân lưu, nếu cần thiết, sẽ được sử dụng để xác định đội giành chiến thắng.

## Lịch thi đấu
Dưới đây là lịch thi đấu cho vòng play-off.
| Vòng    | Ngày                |
| ------- | ------------------- |
| Lượt đi | 17 tháng 7 năm 2024 |
| Lượt về | 24 tháng 7 năm 2024 |

## Sơ đồ

### Play-off 1
Đội thắng trong cặp đấu play-off thứ nhất sẽ lọt vào bảng A của giải đấu chính.
|  | Play-off 1                  |   |   |   |  |
|  |                             |   |   |   |  |
|  | Young Elephants             | 2 | 1 | 3 |  |
|  | Young Elephants             | 2 | 1 | 3 |  |
|  | Preah Khan Reach Svay Rieng | 3 | 5 | 8 |  |

### Play-off 2
Đội thắng trong cặp đấu play-off thứ hai sẽ lọt vào bảng A của giải đấu chính.
|  | Play-off 2  |   |   |   |  |
|  |             |   |   |   |  |
|  | Kasuka      | 1 | 1 | 2 |  |
|  | Kasuka      | 1 | 1 | 2 |  |
|  | Shan United | 1 | 3 | 4 |  |

## Tóm tắt
Lượt đi diễn ra vào ngày 17 tháng 7 và lượt về diễn ra vào ngày 24 tháng 7 năm 2024.
| Đội 1           | TTS | Đội 2                       | Lượt đi | Lượt về |
| --------------- | --- | --------------------------- | ------- | ------- |
| Young Elephants | 3–8 | Preah Khan Reach Svay Rieng | 2–3     | 1–5     |
| Kasuka          | 2–4 | Shan United                 | 1–1     | 1–3     |

## Các trận đấu
| Young Elephants                                     | 2–3                     | Preah Khan Reach Svay Rieng                              |
| --------------------------------------------------- | ----------------------- | -------------------------------------------------------- |
| - T. Nishihara 33' (ph.đ.) - S. Makhmudkhozhiev 37' | Chi tiết Chi tiết (ACC) | - Gabriel Silva 19' - Cristian 90' - Nhean Sosidan 90+4' |

| Preah Khan Reach Svay Rieng                    | 5–1                     | Young Elephants   |
| ---------------------------------------------- | ----------------------- | ----------------- |
| - Gabriel Silva 39' - Pablo 42', 53', 64', 72' | Chi tiết Chi tiết (ACC) | - T. Nishihara 9' |

Preah Khan Reach Svay Rieng thắng với tổng tỷ số 8–3.
| Kasuka        | 1–1                     | Shan United       |
| ------------- | ----------------------- | ----------------- |
| L. Taylor 44' | Chi tiết Chi tiết (ACC) | Hein Phyo Win 79' |

| Shan United                                           | 3–1                     | Kasuka                   |
| ----------------------------------------------------- | ----------------------- | ------------------------ |
| - Efrain Rintaro 4' (ph.đ.), 44' - Kaung Myat Thu 67' | Chi tiết Chi tiết (ACC) | - Willian dos Santos 79' |

Shan United thắng với tổng tỷ số 4–2.